# Alpine Linux
Alpine Linux egy Linux-disztribúció, amely BusyBox és a musl C könyvtáron alapul, alapvetően azoknak a „tapasztalt felhasználóknak készült, akik értékelik a biztonságot, az egyszerűséget és az erőforrás-hatékonyságot”.

## Története
Fejlesztése a LEAF-projekt (Linux Embedded Appliance Framework) kódjának egyik ágából indult útjára. A készítői szándéka egy olyan kompakt Linux-disztribúció megalkotása volt, amely amellett, hogy rendkívül kis helyet foglal (az alap rendszer kevesebb, mint 8 Megabyte helyen elfér), minél frissebb rendszermaggal rendelkezik, és nagy hangsúlyt helyez a biztonsági megoldások alkalmazására.

## Jellemzői
- Csomagkezelő: Saját csomagkezelő rendszert használ, amelynek a neve apk-tools, kezdetben szkriptek gyűjteménye volt,[3] de a későbbiekben C nyelven került implementálásra.
- Memóriából futtatás: Lehetőséget biztosít a memóriában létrehozott virtuális háttértárról való futtatásra. Mivel ez a memóriaterület újraindításkor elveszti a tartalmát, a rendszer használatát egy ún. LBU[4] (Alpine Local Backup) eszköz segíti, amely a rendszer meghatározott részeit, amelyek a számunkra fontos egyedi beállításokat tartalmazza lementi egy olyan háttértárra, amelyről a következő induláskor újra vissza tudja tölteni a memóriába.
- Biztonság: A rendszer magjában alkalmazzák a PaX és grsec néven ismert biztonsági javításokat és megoldásokat, amelyek jó eséllyel meghiúsítják a különböző jogosultsági szint emelési támadásokat. Az alkalmazás csomagok pedig olyan módon kerülnek lefordításra, hogy egy alapszintű védelmet nyújtanak a felhasználói oldalon (user space) történő puffertúlcsordulást kihasználó támadásokkal szemben.
- Méret: Az operációs rendszer megalkotásának egyik alapvetése volt a minél kisebb helyfoglalás, ami főleg a beágyazott rendszereknél és a virtualizált környezetben jelent előnyt.